# Mount Monica
Mount Monica är ett berg i Kanada.   Det ligger i provinsen British Columbia, i den södra delen av landet, 3 100 km väster om huvudstaden Ottawa. Toppen på Mount Monica är 3 049 meter över havet, eller 433 meter över den omgivande terrängen. Bredden vid basen är 2,8 km.
Terrängen runt Mount Monica är huvudsakligen bergig, men den allra närmaste omgivningen är kuperad.Trakten runt Mount Monica är nära nog obefolkad, med mindre än två invånare per kvadratkilometer.. Det finns inga samhällen i närheten. 
I omgivningarna runt Mount Monica växer i huvudsak barrskog.